# Мізунський водоспад
Мізу́нський водоспа́д або Мізунські пороги — водоспад (пороги) в Українських Карпатах, на річці Мізунка (притока Свічі). Розташований на захід від села Новий Мізунь Калуського району Івано-Франківської області, в урочищі «Кривуля». 
Складається з трьох каскадів загальною висотою бл. 3 м. Є місцем відвідування і відпочинку туристів. Повз водоспад пролягає маршрут Карпатського трамвая.

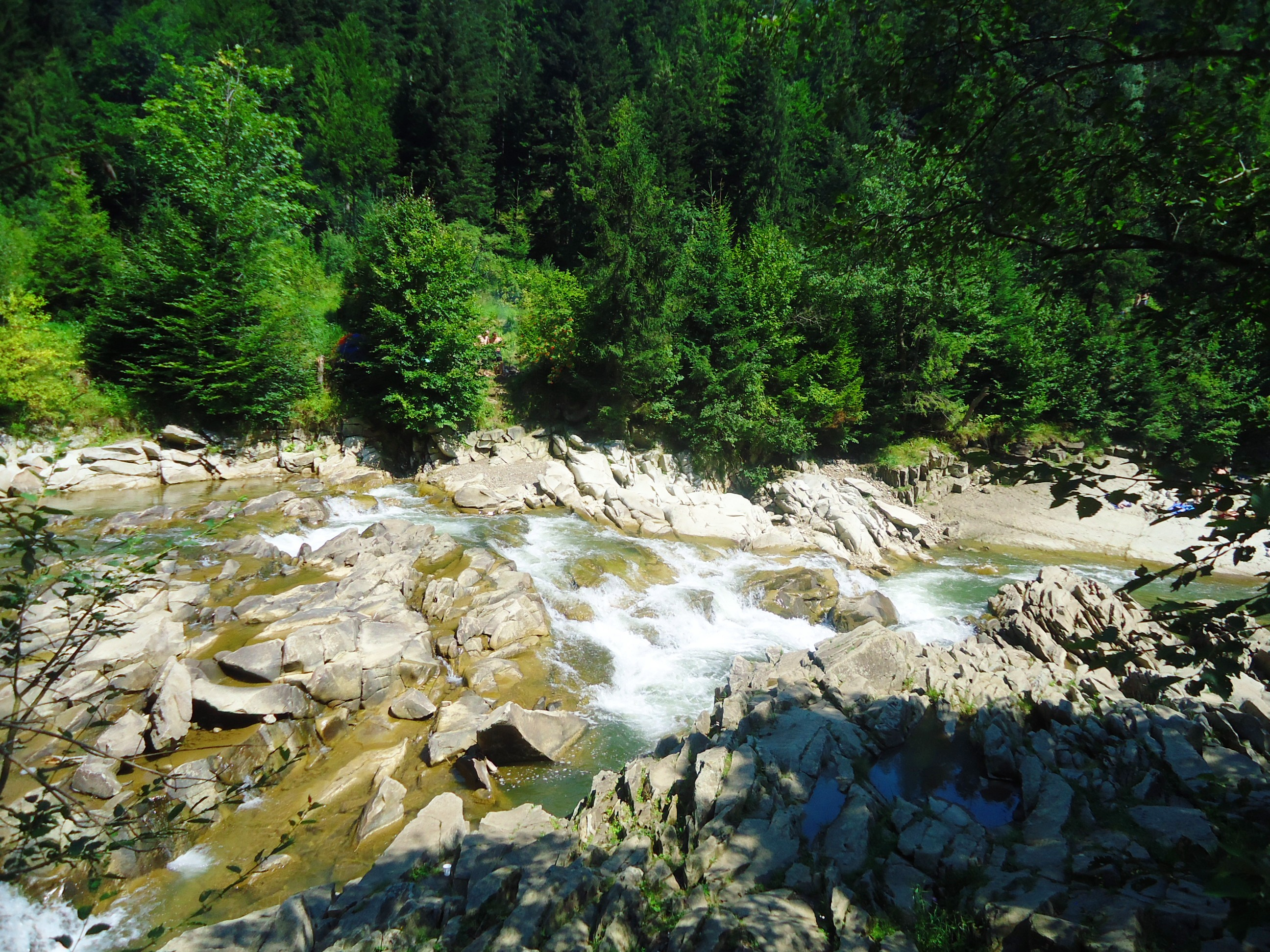